# Berczelly István
Berczelly István (Budapest, 1938. szeptember 9. – Budapest, 2024. augusztus 21.) Kossuth- és Liszt Ferenc-díjas magyar operaénekes, basszbariton, a Halhatatlanok Társulatának örökös tagja.

## Életpályája
1952–1956 között a budapesti Madách Imre Gimnázium diákja volt. 1965-ben magánúton fejezte be az Állami Konzervatóriumot. Feleki Rezső, Jámbor László és Szabó Miklós tanították énekelni.
1965–1970 között a debreceni Csokonai Színház magánénekese volt. 1970 óta a Magyar Állami Operaház magánénekese, 2001 óta örökös tagja volt.

## Családja
- Apja: dr. Berczelly László (Gyöngyös, 1899. november 11. –1986. augusztus 8.)[2]
- Anyja: Ghillány Ilona (Budapest, 1905. december 21. – Budapest, 1982. július 13.)[3]
- Apai nagyapja: Berczeli János kisbirtokos (Gyöngyös, 1849, március 2. – Gyöngyös, 1927. március 30.)
- Apai nagyanyja: Ujházi Irma (Egerfarmos, 1866. augusztus 26. – Gyöngyös, 1926. december 17.)
- Anyai nagyapja: dr. Ghillány Mihály (1869–1944) ügyvéd, a Pesti Magyar Kereskedelmi Bank ügyésze.[2]
- Anyai nagyanyja: Kamner Ida (1879–1950)[3]

## Színházi szerepei
A Színházi Adattárban regisztrált bemutatóinak száma: 76.
- Visnyevszkij: Optimista tragédia....Tiszt az ellenséges hadseregből
- Tardos Béla: Laura....Hadnagy
- Mozart: Don Juan....Don Juan
- Williamson: Havannai emberünk....Hawthorne
- Strauss: A cigánybáró....Ottokár
- Erkel Ferenc: Hunyadi László....Rozgonyi; Gara nádor
- Trenyov: Ljubov Jarovája....Szemjon
- Bizet: Carmen....Morales
- Verdi: Az álarcosbál....René
- Kacsóh Pongrác: János vitéz....Bagó; Strázsamester
- Erkel Ferenc: Bánk bán....II. Endre magyar király; Petur
- Schubert–Berté–Polgár: Három a kislány....Bruneder András
- Puccini: Pillangókisasszony....Sharpless konzul
- Kodály Zoltán: Háry János....Háry János
- Verdi: A trubadúr....Luna gróf
- Borogyin: Igor herceg....Igor herceg
- Muszorgszkij–Rimszkij-Korszakov: Hovanscsina....Saklovitij
- Wagner: Az istenek alkonya....Gunther; Hagen
- Verdi: Nabucco....Nabucco; Zakariás
- Szokolay Sándor: Sámson....Sámson
- Beethoven: Fidelio....Pizarro
- Prokofjev: A három narancs szerelmese....Celio
- Strauss: Elektra....Orestes
- Muszorgszkij: Borisz Godunov....Rangoni
- Wagner: Lohengrin....Telramund
- Csajkovszkij: Pikk dáma....Plutus
- Händel: Rodelinda....Garibald
- Wagner: A bolygó hollandi....A Hollandi
- Mozart: Don Giovanni....Don Giovanni
- Wagner: A walkür....Wotan
- Verdi: Simon Boccanegra....Simon Boccanegra
- Verdi: Don Carlos....Egy szerzetes; Főinkvizítor
- Verdi: A lombardok....Pagano
- Massenet: Werther....A tiszttartó
- Bozay Attila: Csongor és Tünde....Kalmár
- Wagner: A nürnbergi mesterdalnokok....Hans Sachs; Veit Pogner
- Szokolay Sándor: Ecce homo....Fótisz atya
- Gounod: Rómeó és Júlia....Capulet
- Respighi: A láng....Basilio
- Berg: Wozzeck....Doktor
- Wagner: A Rajna kincse....Wotan
- Bartók Béla: A kékszakállú herceg vára....Kékszakállú
- Verdi: Aida....Amonasro
- Mascagni: Parasztbecsület....Alfio
- Wagner: Siegfried....Wotan
- Kókai Rezső: István király....Géza fejedelem
- Verdi: Rigoletto....Monterone gróf
- Bozay Attila: Az öt utolsó szín....Luther
- Sosztakovics: Kisvárosi Lady Macbeth....Borisz
- Erkel Ferenc: Bánk bán.... II. Endre
- Büvös vadasz -- Remete

## Filmjei
- Csalóka Péter (1979)

## Díjai, elismerései
- Székely Mihály-emlékplakett (1986)
- Liszt Ferenc-díj (1987)
- Oláh Gusztáv-emlékplakett (1996)
- Érdemes művész (1996)
- Melis György-díj (1996)
- Kiváló művész (2006)
- A Halhatatlanok Társulatának örökös tagja (2010)
- Gundel művészeti díj (2010)
- A Magyar Érdemrend lovagkeresztje (2017)[5]
- Kossuth-díj (2020)
- A Magyar Állami Operaház Mesterművésze (2020)